# 자동 열차 정지 장치
자동 열차 정지 장치(自動列車停止裝置, ATS: Automatic Train Stop device)란, 열차가 신호기의 지시 속도를 초과하거나, 정지신호를 넘어 진행하려고 할 경우에 기관사에게 경고를 하거나, 열차의 브레이크를 자동적으로 동작시키는 장치의 하나이다.
나라와 사업자에 따라 내용이 크게 다르고, 나라에 따라서는 같은 기능의 장치를 자동 열차 제어 장치(ATC)라 부르는 곳도 있다.

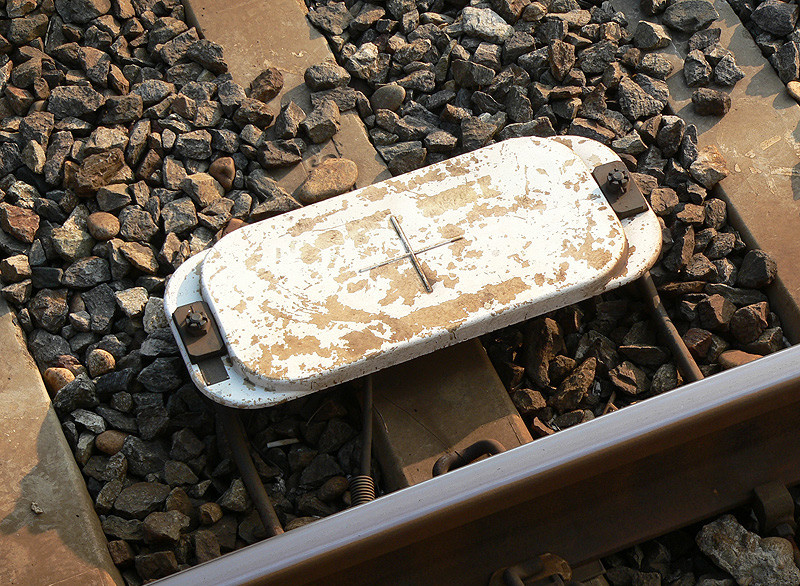
ATS 지상자
(한국철도공사 경인선)

## ATS의 종류
원래 ATS의 종류는 다양하나, 대한민국에선 현재 두가지 방식이 많이 알려져 있다.

### 점제어식 ATS(ATS-S1)
점제어식 ATS는 보통3현시에서 사용되는 신호방식이다. 신호기 전방에 지상자를 설치하는데, 신호기와 지상자간의 거리를 열차의 제동성능에 맞게 조정하여 열차가 전방 정지신호에 대하여 확인조치하지 않아 비상제동이 체결되어도 정지신호 앞에서 정지할 수 있도록 구성된다.
3현시 ATS의 구성은 신호현시에 따라 지상정보를 차상으로 보내주는 지상장치와 지상으로부터 정보를 수신하여 동작하는 차상장치로 구분된다.

### 속도조사식 ATS(ATS-S2)
속도조사식 ATS(ATS-S2)는 차내 속도를 검출하여, 조건으로 제시되는 속도보다 높은 경우에는 비상제동을 작동시킬 수 있도록 하는 것이다. 그렇기 때문에 ATC와 흡사한 기능을 보이고 있으나. ATC는 차량 통과 시간까지 검출해서 속도를 제공하고, 이 방식은 단순히 속도만 검출한다.
속도조사식 ATS는 3현시 방식(4현시는 3현시방식 기반)과 5현시 방식으로 구분된다. 지상에서 전달되는 신호보다 차량속도가 높을 때 감속할 수 있는 시간을 주고 해당 시간내에 감속이 이루어지지 않을 경우에 비상제동이 동작되도록 구성된다.

## 문제점
ATS는 기관사가 확인취급 후 정지신호를 지나서 운행할 수 있어 안전성이 취약하다. 안전성 향상을 위해 한국은 ATP라고 불리는 ETSC로, 일본은 ATS-P로 개량하고 있다.

## 사용된 노선

### 대한민국
- 한국철도공사 관할 노선중 경부고속선, 호남고속선, 과천선, 분당선, 일산선을 제외한 모든 노선
- 서울교통공사
  - 1호선 (2024년 종료 예정)
  - 2호선 (2022년 종료)[2]

### 일본
- 게이세이 전철
  - 본선
  - 오시아게 선
  - 가나마치 선
  - 지바 선
  - 히가시나리타 선
- 게이힌 급행 전철
  - 본선
  - 공항선
  - 다이시 선
  - 즈시 선
  - 구리하마 선
- 도쿄 도 교통국
  - 아사쿠사 선
- 도쿄 임해고속철도
  - 린카이 선
- 동일본 여객철도
  - 소부 본선 (도쿄역 ~ 나루토역)
  - 야마노테 선 (화물선에만 사용됨)
- 서일본 여객철도
  - 사쿠라지마 선
  - 오사카 순환선
- 신케이세이 전철
  - 신케이세이 선
- 호쿠소 철도
  - 호쿠소 선